# Stadio Eryaman

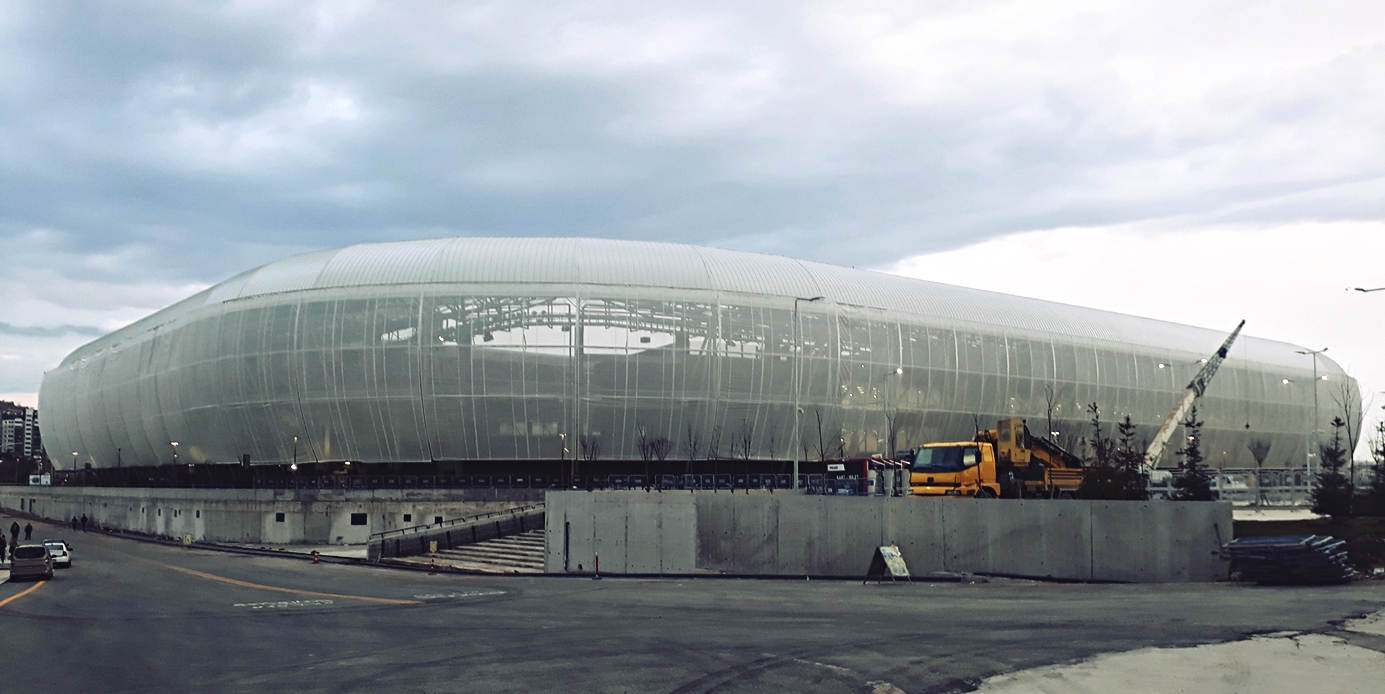
Veduta esterna dello stadio

Lo stadio Eryaman (in turco Eryaman Stadyumu) è uno stadio di calcio di Eryaman, sobborgo di Ankara, capitale della Turchia. Dotato di 20 650 posti a sedere, è stato inaugurato nel 2019 e ospita le partite interne dell'Ankaragücü e del Gençlerbirliği.
La costruzione dello stadio iniziò nel 2016 e si concluse nel 2019. L'inaugurazione avvenne il 28 gennaio 2019, in occasione di Ankaragücü-Alanyaspor, partita di Süper Lig. Il 15 febbraio 2020, in occasione della partita di Süper Lig tra i padroni di casa dell'Ankaragücü e il Fenerbahçe, lo stadio stabilì il record di affluenza, con 18 012 spettatori.
Il complesso sportivo si sviluppa su una superficie di 62 255 metri quadrati e comprende una sala VIP per 1 222 persone.